# Annah Robinson Watson
Annah Robinson Watson (1848–1930) foi uma autora americana, membro fundadora e presidente do Nineteenth Century Club e colecionadora de folclore americano.

## Primeiros anos
Filha de Mary Louise Taylor Robinson e Archibald Magill Robinson, Annah nasceu na propriedade de Taylor, "Springfields", perto de Louisville, Kentucky. Ela era neta de Hancock Taylor, irmão do presidente Zachariah Taylor. Watson foi descrita como uma "criança romântica, poética e imaginativa". Depois de alguns anos no campo, sua família mudou-se para Louisville, cidade onde Annah foi alfabetizada e, posteriormente, em Chicago.

## Obras publicadas
Depois de concluir seus estudos, ela ingressou na carreira profissional como poeta. Ela continuou a escrever, publicando "Baby's Mission", que recebeu ampla popularidade e foi publicado no jornal londrino Chatterbox. Ela também ganhou um concurso em Nova Iorque, intitulado Churchman de melhor canção de ninar. Além de publicar muitos poemas e trabalhos em prosa em seu próprio nome, ela também publicou extensivamente trabalhos não assinados, incluindo resenhas e editoriais.
Em 1870, Watson casou-se com James H. Watson, filho do juiz do Mississippi, John William Clark Watson. Mais tarde, ela se estabeleceu com sua família em Memphis, Tennessee, onde seu marido exerceu a profissão daadvocacia. Ela publicou contos e superstições coletados de povos afro-americanos, aparentemente no dialeto do contador, e especulou sobre um tipo de racialismo etnográfico. Suas obras incluem Some Notable Families of America, Of Sceptred Race, Passion Flowers e um artigo — "Comparative Afro-American Folk-Lore" — lido no International Folk-Lore Congress of the World's Columbian Exposition de 1893.
Em Memphis, Watson foi membro fundadora e terceira presidente do Nineteenth Century Club, o maior clube feminino do Sul. Na época, os clubes eram vistos como escolas onde as mulheres podiam estender seus esforços intelectuais. O clube estava ligado ao movimento do sufrágio feminino, embora os membros deixassem claro que a sua era uma marca muito feminina de ativismo, muitas vezes justificada com explicações de como ajudava as mulheres a se tornarem melhores na vida familiar. Embora Watson tenha advertido contra perseguir o ativismo às custas da família, ela observou "um novo senso de poder e capacidade entre as mulheres americanas" e publicou The New Woman of the New South & the Attitude of Southern Women on the Suffrage Question com a sufragista Josephine Henrique em 1895.
Em 1913, o general James Grant Wilson apresentou o poema de Watson intitulado "The Siege of Vicksburg, a Battle of the Bluffs" em seu nome para a 43ª reunião da Sociedade do Exército do Tennessee.
Em 1914, Watson publicou Golden Deeds on the Field of Honor: Stories of Young American Heroes, que se concentra na Guerra Civil, principalmente da perspectiva sulista.